# Claudio Gargaro
Claudio Gargaro (Roma, 27 aprile 1972) è un ex nuotatore italiano.
Specializzato nel nuoto su lunghe distanze, è stato campione mondiale di Nuoto di fondo in acque libere vincendo la 25 km a squadre con Valeria Casprini e Fabrizio Pescatori.

## Palmarès
questa tabella è incompleta
| Campionati mondiali       | 25 km individuale | 25 km a squadre                             |
| 1998 Perth Australia      | 4º 5h 09'48"2     | Oro: 16h 10'18"2 frazione: 5h 09'48"2       |
| 2003 Barcellona Spagna    | 10º 5h 07'25"5    | ---                                         |
| 2005 Montréal Canada      | 15º 5h 09'47"5    | Bronzo: 15h 42'14"3 frazione: 5h 09'47"5    |
| Mondiali in acque aperte  | 25 km individuale | 25 km a squadre                             |
| 2000 Honolulu Stati Uniti | 4º 4h 57'18"36    | Argento: 15h 25'33"68 frazione: 4h 57'18"36 |
| 2006 Napoli Italia        | 10º 6h 01'51"7    | ---                                         |
| Campionati europei        | 5 km individuale  | 25 km individuale                           |
| 1993 Slapy Rep. Ceca      | Argento 59'08"2   | ---                                         |
| 1997 Siviglia Spagna      | ---               | 4º 5h 09'11                                 |
| 1999 Istanbul Turchia     | ---               | 6º 5h 14'19"3                               |
| 2000 Helsinki Finlandia   | ---               | ritirato                                    |
| 2006 Budapest Ungheria    | ---               | 13º 5h 27'12"9                              |
| Giochi del Mediterraneo   | ---               | 15 km individuale                           |
| 1997 Bari Italia          | ---               | 4º '                                        |

### Campionati italiani
7 titoli individuali, così ripartiti:
- 7 nel gran fondo / 25 km di fondo

edizioni in acque libere
questa tabella è incompleta
| Anno | Edizione | fondo 25 km |
| ---- | -------- | ----------- |
| 1994 | Fondo    | 1           |
| 1995 | Fondo    | 1           |
| 1996 | Fondo    | 1           |
| 1998 | Fondo    | 1           |
| 1999 | Fondo    | 1           |
| 2000 | Fondo    | 1           |
| 2002 | Fondo    | 2           |
| 2003 | Fondo    | 1           |
| 2005 | Fondo    | 2           |
| 2006 | Fondo    | 3           |